# Corbeyran de Cardaillac-Sarlabous
Corbeyran de Cardaillac-Sarlabous est un baron français qui vécut au XVIe siècle.
Né en 1515, il participe a de nombreuses batailles et voyage beaucoup. Il meurt d'ailleurs loin de sa terre natale, dans son château de La Houblonnière.

## Biographie[1]
Corbeyran, comme son frère Raymond est né au château de ses aïeux, à Lomné, vers 1515. 
À vingt ans (1536) il guerroie en Savoie contre Charles Quint. Une dizaine d'années plus tard il combat à Cérisoles avec Blaise de Monluc. Ce fut une grande bataille où s'illustrèrent particulièrement les Gascons et Corbeyran parmi eux.
Commence alors la période écossaise de la vie de Corbeyran. Sa première campagne d’Écosse (1548 à 1557) a pour but de permettre l'envoi en France de la jeune Marie Stuart et d’empêcher son mariage avec le fils d'Henri VIII d'Angleterre. Il est généralement appelé Capitaine Sarlabous dans les lettres écossaises et anglaises de son époque ou « sieur de Sarlaboz » par un écrivain français de son époque. Il arrive en Écosse en 1549, sous les ordres de Paul de Thermes, pour assister les écossais pendant la guerre du Rough Wooing. Il est d'abord affecté au château de Dumbarton, puis nommé capitaine de Dunbar en 1553. En août 1554, Corbeyran rejoint le comte d'Argyll au château de Dunstaffnage lors d'une expédition infructueuse contre James McConill, McClane (ou McLean) et l'ensemble de leurs « gens » sur l'île de Mull .
Il rentre en France fin 1557, et est nommé Échanson du Roi en juin 1558. Il repart pour l’Écosse au début de 1559 est reste trois ans. Un espion anglais rapporte qu'après le départ de Cleutin pour Linlithgow, Corbeyran commande 1 200 soldats à Stirling. Ils marchent vers le Fife où ils sont rejoints par 400 soldats supplémentaires venant de Leith le 7 janvier 1560. Selon Cleutin, ils sont attaqués par 1 500 protestants mais une charge de cavalerie française leur permet de l'emporter. La bataille fait 400 à 500 morts,. Le jeune comte d'Arran donne une version différente de la bataille de Kinghorn ; il la décrit comme une escarmouche où le comte de Sutherland reçoit une balle dans le bras. John Knox indique que le débarquement français a lieu dans la baie de Pettycur et que les protestants sont surpris par l'arrivée de la deuxième force française de Stirling. Knox précise qu'il n'y avait que peu de victimes avant l'arrivée de la cavalerie commandée par Lord Ruthven.

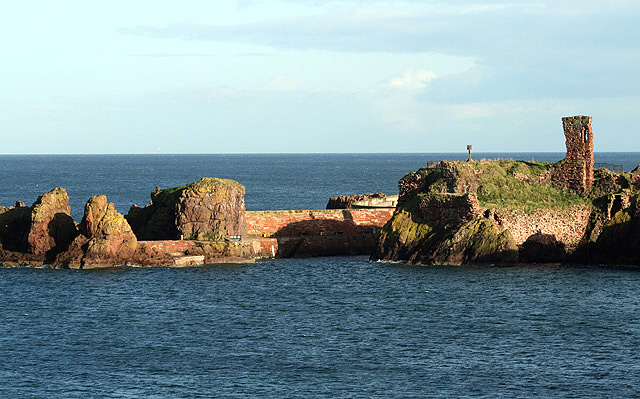
L'entrée du port de Dunbar

Corbeyran et ses soldats sont de nouveau attaqués le 30 janvier. Corbeyran est à nouveau capitaine de Dunbar mais il rejoint les troupes qui organisent la défense d'Édimbourg en prévision du siège de Leith. A Dunbar, le 5 juin, il reçoit le capitaine Vigneau qui porte du courrier de France.
Conformément aux conditions prévues par le traité d'Édimbourg, Corbeyran reste à Dunbar, avec une garnison réduite de 60 hommes, pendant que les nouvelles fortifications sont démantelées ou réduites. Les habitants de Dunbar signalent au conseil écossais que Corbeyran entrave les travaux et rénove même une grotte utilisée comme stockage dans la zone destinée à la démolition. Corbeyran est également aperçu la nuit du 17 août 1560, avec quatre compagnons, près de Berwick upon Tweed, ville fortifiée à la frontière tenue par les Anglais.

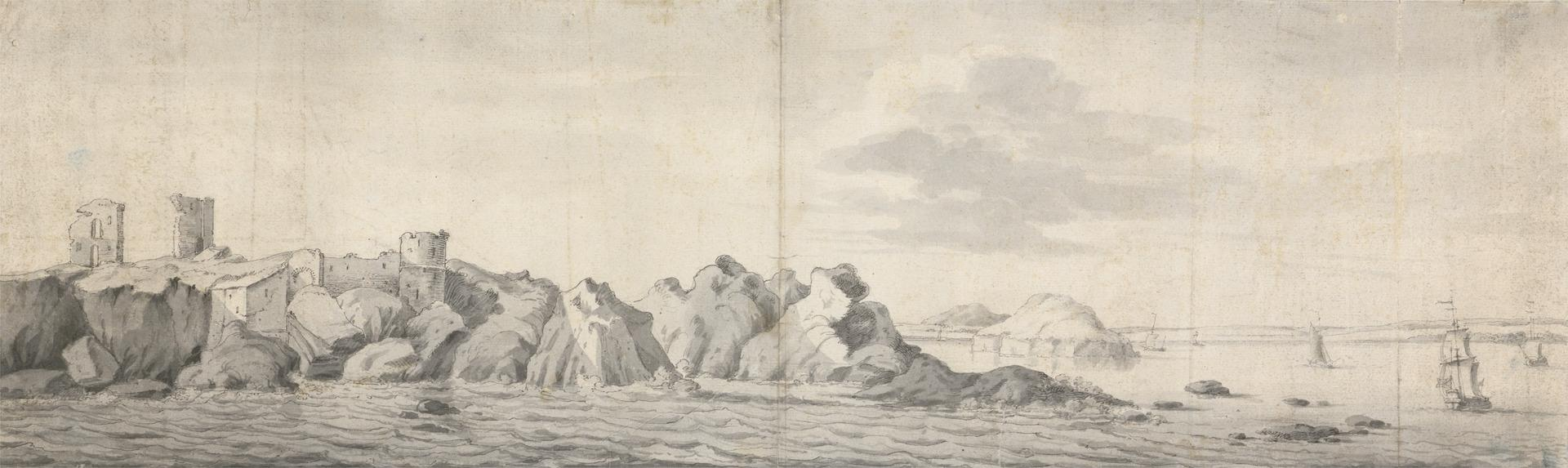
Le château de Dumbar

En juillet 1561, Mary Stuart, reine d'Écosse, nomme Robert Anstruther capitaine de Dunbar. Quand elle arrive en Écosse, elle constate que Corbeyran en est réduit à régler de sa poche les dépenses de la garnison ; elle écrit à Charles IX de France pour lui demander de le rembourser. Une partie de la dette était encore impayée en 1567. Corbeyran rentre en France fin septembre 1561.
Marie Stuart le regrette et, plus tard, quand elle appelle à son aide Catherine de Médicis et son beau-frère le Roi de France Henri II, elle demande qu'on lui envoie des soldats français commandés par Corbeyran. Cet appel de la Reine prisonnière est à la gloire de la Gascogne et de ses capitaines.
Revenu après douze ans d'absence dans son pays, il est mis à la tête d'un régiment de douze enseignes picardes et devient mestre de camp de son régiment. Commencent alors les guerres de Religion. Il participe au siège de Bourges (aout 1562), à celui de Rouen (octobre 1562), à la bataille de Dreux(19 décembre 1562).
Il part après au siège du Havre. Cette fois les catholiques et les protestants, réconciliés, y luttaient ensemble contre les Anglais. Corbeyran s'y couvre de gloire. Il est nommé gouverneur du Havre (1er aout 1563) où il combat les huguenots aidés par une force anglaise commandée par le comte de Warwick pendant les guerres de religion. Il s'y montre, pendant vingt-et-un ans, admirable et vigilant administrateur : il fortifie la ville, l'embellit, édifie divers monuments (logis du Roi, église Notre-Dame). Il y fait régner le calme, la prospérité et la paix pendant les violences fratricides des luttes religieuses[réf. nécessaire].
Bien que certains historiens estiment que Corbeyran est directement impliqué dans l'assassinat de Gaspard de Coligny, Édouard Forestié souligne qu'il se trouvait au Havre en août 1572 où il reste gouverneur jusqu'en 1584.
Il est nommé conseiller d’État (30 septembre 1581), chevalier des ordres. Il meurt au début de 1586, ayant quitté son gouvernement du Havre et s'étant fixé en Normandie, au manoir de la Houblonnière, par suite de son mariage avec Marguerite le Valois.

## Famille
Corbeyran et Elizabeth Anderson ont un fils nommé Jean, né en 1561, et déclaré légitime par le roi de France à l'âge de seize ans. Pour le biographe Edward Forestié, Elizabeth Anderson est une dame d'honneur de Marie de Guise, dont le nom de famille est probablement «Henderson», et qui est peut-être liée au héraut William Henderson.

## Biographie
- Edouard Forestié, Corbeyran de Cardaillac-Sarlabous : Un capitaine gascon du XVIe siècle, Paris (1897)
- Dickinson, Gladys, éd., Deux missions de Jacques de la Brosse : Journal du siège de Leith, Scottish History Society (1942)